# Austin Hubbard
Austin Hubbard (Sterling, 22 de dezembro de 1994) é um lutador americano de artes marciais mistas, atualmente competindo na divisão leve do Ultimate Fighting Championship.

## Início
Nascido em Sterling, Illinois, Hubbard jogava futebol americano no ensino médio e também treinava wrestling. Ele começou a treinar MMA quando estava na faculdade, onde estudava direito. Hubbard se mudou para Denver, Colorado e se juntou à Elevation Fight Team, treinando com Drew Dober e Neil Magny.

## Carreira no MMA

### Primeiros anos
Hubbard fez sua estreia no MMA profissional em 2015. Ele foi campeão do peso leve do LFA e acumulou um cartel de 10-2 até ser contratado pelo UFC em 2019.

### Ultimate Fighting Championship
Hubbard fez sua estreia no UFC em 18 de maio de 2019 no UFC Fight Night: dos Anjos vs. Lee contra Davi Ramos. Ele perdeu a luta por decisão unânime.
Sua próxima luta veio em 14 de setembro de 2019 contra Kyle Prepolec no UFC Fight Night: Cowboy vs. Gaethje. Hubbard venceu por decisão unânime. Ele sofreu de Síndrome compartimental na coxa e foi internado imediatamente após a luta.
Hubbard enfrentou Mark Madsen em 7 de março de 2020 no UFC 248: Adesanya vs. Romero. Ele perdeu a luta por decisão unânime.

## Cartel no MMA
| Cartel no MMA   |             |            |
| 17 lutas        | 13 vitórias | 4 derrotas |
| Por nocaute     | 5           | 0          |
| Por finalização | 2           | 1          |
| Por decisão     | 6           | 3          |

| Res.    | Cartel | Oponente          | Método                        | Evento                              | Data       | Round | Tempo | Local                       | Notas                                       |
| ------- | ------ | ----------------- | ----------------------------- | ----------------------------------- | ---------- | ----- | ----- | --------------------------- | ------------------------------------------- |
| Vitória | 13-5   | Dakota Bush       | Decisão (unânime)             | UFC on ESPN: Whittaker vs. Gastelum | 17/04/2021 | 3     | 5:00  | Las Vegas, Nevada           |                                             |
| Derrota | 12-5   | Joe Solecki       | Finalização (mata leão)       | UFC on ESPN: Munhoz vs. Edgar       | 22/08/2020 | 1     | 3:51  | Las Vegas, Nevada           |                                             |
| Vitória | 12-4   | Max Rohskopf      | Nocaute Técnico (desistência) | UFC on ESPN: Blaydes vs. Volkov     | 20/06/2020 | 2     | 5:00  | Las Vegas, Nevada           |                                             |
| Derrota | 11-4   | Mark Madsen       | Decisão (unânime)             | UFC 248: Adesanya vs. Romero        | 07/03/2020 | 3     | 5:00  | Las Vegas, Nevada           |                                             |
| Vitória | 11-3   | Kyle Prepolec     | Decisão (unânime)             | UFC Fight Night: Cowboy vs. Gaethje | 14/09/2019 | 3     | 5:00  | Vancouver, British Columbia |                                             |
| Derrota | 10-3   | Davi Ramos        | Decisão (unânime)             | UFC Fight Night: dos Anjos vs. Lee  | 18/05/2019 | 3     | 5:00  | Rochester, New York         |                                             |
| Vitória | 10-2   | Killys Mota       | Nocaute Técnico (socos)       | LFA 56: Hubbard vs. Mota            | 07/12/2018 | 5     | 4:45  | Prior Lake, Minnesota       | Ganhou o cinturão peso leve do LFA.         |
| Vitória | 9-2    | Harvey Park       | Decisão (unânime)             | LFA 39: Heinisch vs. Checco         | 04/05/2018 | 3     | 5:00  | Vail, Colorado              |                                             |
| Vitória | 8-2    | Charlie Radtke    | Decisão (unânime)             | Caged Aggression 22                 | 10/03/2018 | 3     | 5:00  | Davenport, Iowa             |                                             |
| Derrota | 7-2    | Eric Wisely       | Decisão (unânime)             | Caged Aggression 20                 | 07/10/2017 | 3     | 5:00  | Davenport, Iowa             | Pelo Cinturão Peso Leve do Caged Agression. |
| Vitória | 7-1    | Cameron VanCamp   | Finalização (mata leão)       | Hoosier Fight Club 34               | 09/09/2017 | 3     | 2:44  | Hammond, Indiana            |                                             |
| Vitória | 6-1    | Kristian Nieto    | Decisão (unânime)             | SCL 59                              | 17/06/2017 | 5     | 5:00  | Denver, Colorado            |                                             |
| Vitória | 5-1    | Cliff Wright      | Decisão (unânime)             | Caged Aggression 18                 | 08/10/2016 | 5     | 5:00  | Davenport, Iowa             |                                             |
| Derrota | 4-1    | Sean McMurray     | Finalização (mata leão)       | Hoosier Fight Club 30               | 10/09/2016 | 2     | 2:10  | Michigan City, Indiana      |                                             |
| Vitória | 4-0    | Devoniere Jackson | Nocaute Técnico (socos)       | Caged Aggression 17                 | 02/04/2016 | 2     | 3:47  | Davenport, Iowa             |                                             |
| Vitória | 3-0    | Demian Papagni    | Nocaute Técnico (socos)       | Pinnacle Combat 22                  | 23/01/2016 | 2     | 0:40  | Dubuque, Iowa               |                                             |
| Vitória | 2-0    | Jake Constant     | Nocaute Técnico (socos)       | Caged Aggression 16                 | 05/12/2015 | 1     | 1:36  | Davenport, Iowa             |                                             |
| Vitória | 1-0    | Deven Fisher      | Finalização (guilhotina)      | Caged Aggression 2                  | 05/08/2015 | 1     | 2:00  | Sturgis, Dakota do Sul      |                                             |